# Șanțul median al ventriculului al patrulea
Șanțul median al ventriculului al patrulea (Sulcus medianus ventriculi quarti) sau șanțul median al fosei romboidale, tija calamusului  scriptorius este un șanț longitudinal median al planșeului ventriculului al patrulea întins între unghiul inferior și cel superior, care împarte fosa romboidală în 2 jumătăți simetrice, dreaptă și stânga.